# Bělokamenný potok
Der Bělokamenný potok (deutsch Weißsteinbach, älter Weißersteinfluss) ist ein linker Nebenfluss der Moravice in Tschechien.

## Verlauf
Die Bělokamenný potok entspringt bei der Chata Eustaška am Nordhang der Temná (1263 m) an einer Lehne unterhalb des von der Vysoká hole (1463 m) gekrönten Hauptkammes des Altvatergebirges. Der Bachlauf führt durch ein tiefes bewaldetes Tal zunächst nach Osten und wendet sich am Rande des Naturschutzgebietes Javorový vrch nach Süden. An seinem weiteren Lauf erstreckt sich das Dorf Malá Morávka. Dort mündet der Bělokamenný potok nach 8,8 Kilometern in die westlich von Karlov pod Pradědem herunterfließende Moravice, wobei am Zusammenfluss die Moravice das zwar längere, der Bělokamenný potok jedoch das deutlich wasserreichere Gewässer ist.

## Zuflüsse
- Brandlflöße, l, südlich der Hradečná
- Lurl, l, nordwestlich des Železný vrch
- Krátký potok (Nesselsteinbach), r, in Malá Morávka